# 1,3,3,5,5-五甲基环己胺
1,3,3,5,5-五甲基环己胺（或称为）是一种美金刚胺相关药物，分子式为C11H23N，作为一种NMDA受体拮抗剂，具有神经保护作用。